# Pferdewetten.de
Die pferdewetten.de AG ist ein börsennotiertes Unternehmen, das sich auf Online- und Offlinepferdewetten spezialisiert hat.

## Geschichte und Unternehmen
Gegründet 1997 als e.multi Digitale Dienste AG und später sportwetten.de AG genannt, wurde das Unternehmen pferdewetten.de AG im Jahr 2000 an der Deutschen Börse in Frankfurt notiert. Seitdem werden die Aktien auch im Freiverkehr an den Regionalbörsen Berlin und Düsseldorf gehandelt. Das Kerngeschäft liegt im Angebot von Onlinewetten auf Pferderennen. Zusätzlich berät die AG auch andere in der Wettbranche tätige Firmen und Rennvereine. Neben der Möglichkeit im Internet via Livestream in 34 Ländern seine Wettgebote abzugeben, führte man stationäre Pferdewettcenter ein, um die Gebotabgabe vor Ort zu ermöglichen. Ein eigenes Wettbüro wird in München betrieben. Das Kernunternehmen der Holding ist die Internetplattform pferdewetten.de mit Hauptsitz in Düsseldorf. Sie zählt mit mehr als 30.000 angemeldeten Kunden zu den führenden Online-Wettanbieten im Bereich der deutschen Onlinepferdewette und besitzt mit 170.000 archivierten Rennvideos die als Anschauungsmaterial die weltweit größte Datenbank ihrer Art darstellt.
Pferdewetten.de unterstützt verschiedene Pferderennen und sponsert Preise, so zum Beispiel den „pferdewetten.de Preis der Deutschen Einheit“ anlässlich der Deutschen Wiedervereinigung, ein Traditionsrennen an der Galopprennbahn Hoppegarten oder den „Großen Hansa-Preis“. Im Dezember des Jahres 2017 folgte eine Joint Venture zwischen pferdewetten.de AG und CASHPOINT Malta Ltd, einer Tochter der deutschen Gauselmann-Gruppe. Gemeinsam gründeten sie das Start-up-Unternehmen sportwetten.de. Angeboten werden Sportwetten auf die gängigen Sportarten, u. a. Fußball (Bundesliga, Champions League, Europa League), Eishockey, Boxen, Basketball, Tennis, Darts, Ski, Formel 1,  mit bis zu 50.000 unterschiedlichen Wettmöglichkeiten. Der Seite angeschlossen ist ein Newsportal mit Berichten und Vorberichten zur Bundesliga, Sportereignissen, Funfacts, Videos sowie Glückstabellen. Als Werbebotschafter fungiert der Fußballspieler Ansgar Brinkmann.
Die Sportwetten auf www.pferdewetten.de werden auf Grundlage der von der Gaming Authority of Malta (LGA) ausgestellten Glücksspiellizenzen betrieben. Zudem verfügt sie auch über in Deutschland erteilte Lizenzen.